# 山梨県道706号精進湖畔線

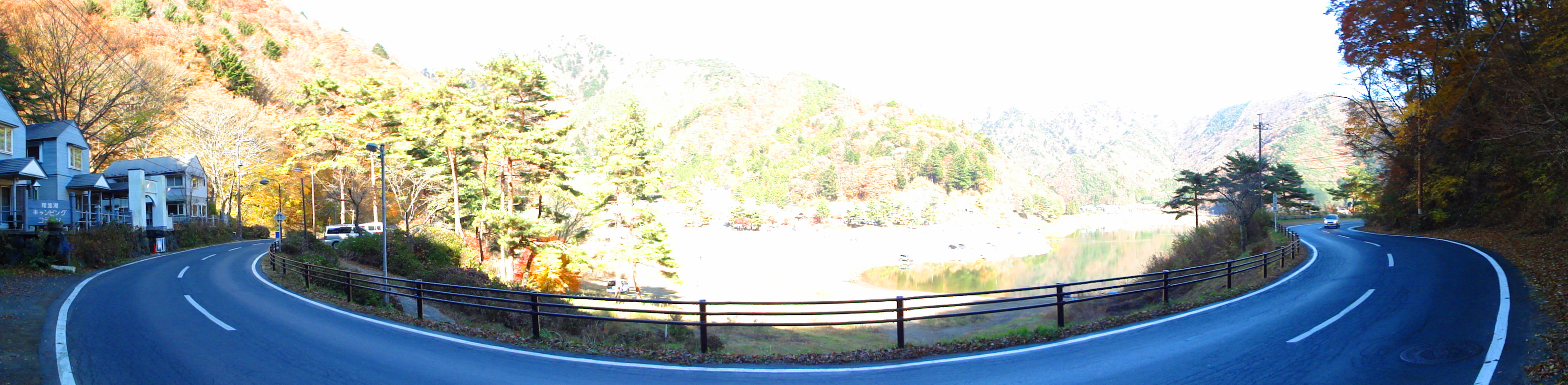
2010年11月

山梨県道706号精進湖畔線（やまなしけんどう706ごう しょうじこはんせん）は、山梨県南都留郡富士河口湖町を起点・終点とする一般県道である。

## 概要

### 路線データ
- 起点：山梨県南都留郡富士河口湖町精進
- 終点：山梨県南都留郡富士河口湖町精進

## 通過する自治体
- 山梨県南都留郡富士河口湖町

## 交差・接続する道路
- 国道358号
- 国道139号

## 周辺
- 精進湖